# Villa Stoltzenberg

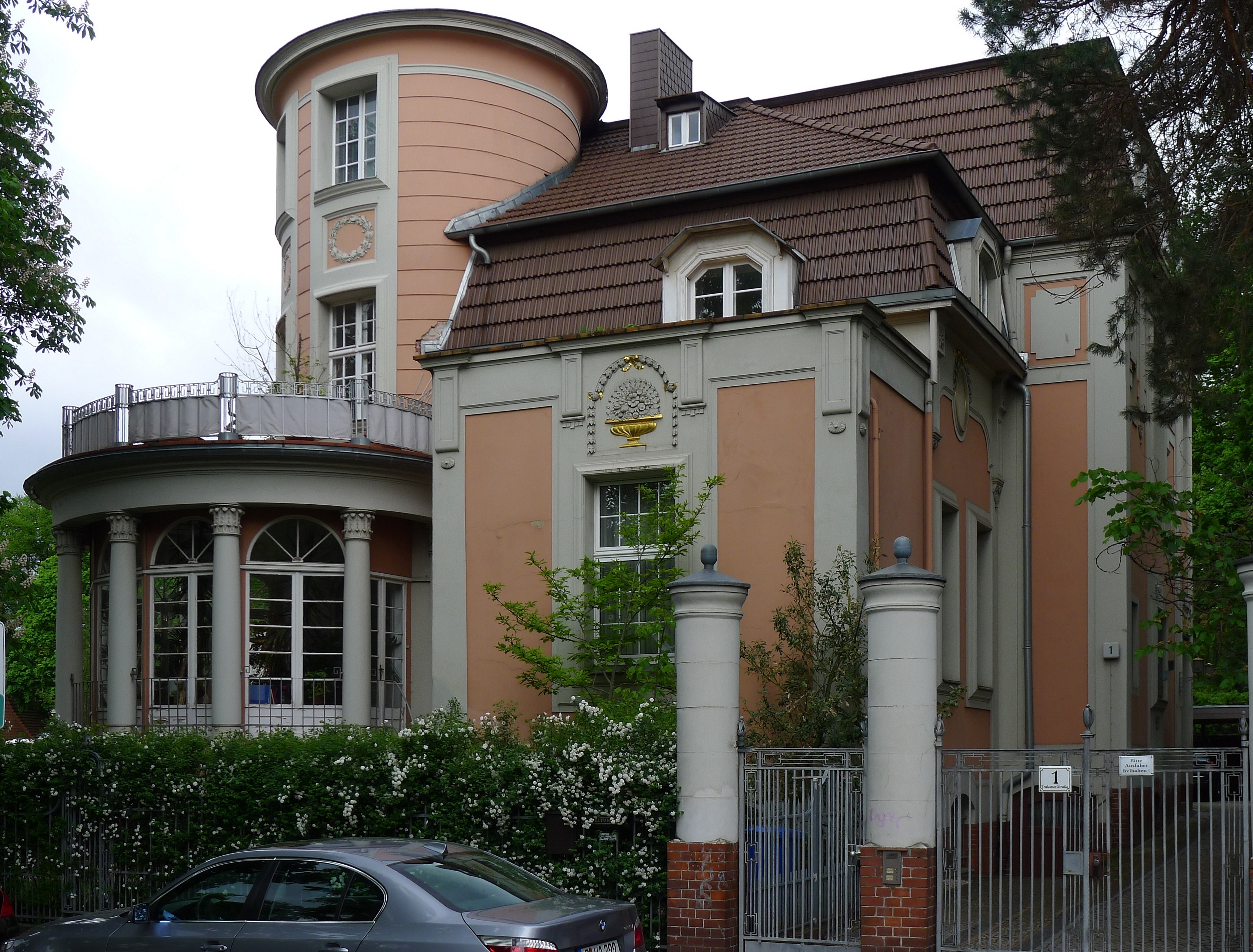
Villa Stoltzenberg, 2012

Die Villa Stoltzenberg ist ein Wohnhaus im Berliner Ortsteil Grunewald, Trabener Straße 1. Die Villa wurde 1899–1900 von dem Berliner Architekten Ludwig Otte für den Rittergutsbesitzer Richard Stoltzenberg erbaut und steht unter Denkmalschutz.

## Beschreibung

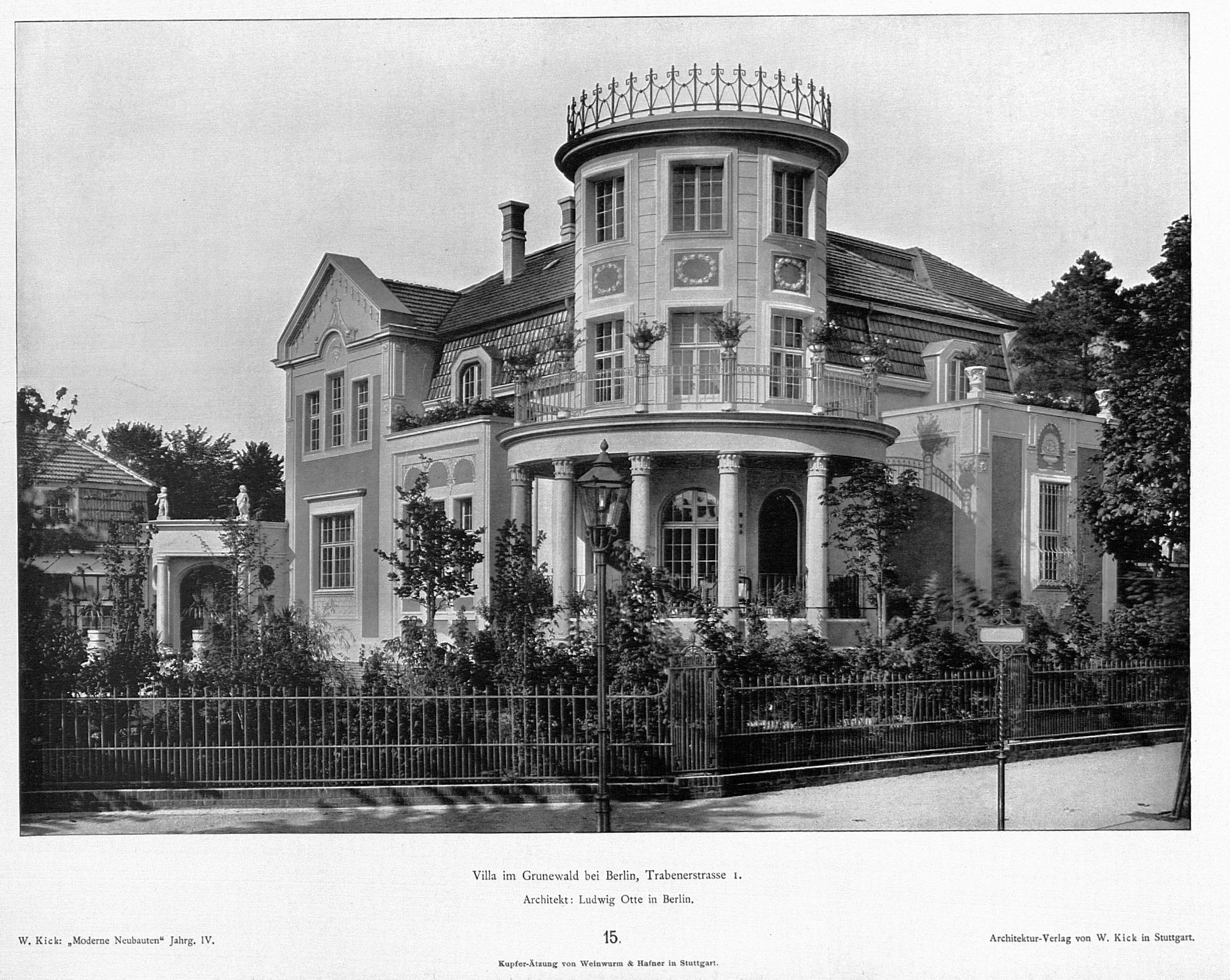
Villa Stoltzenberg, Straßenansicht, 1902

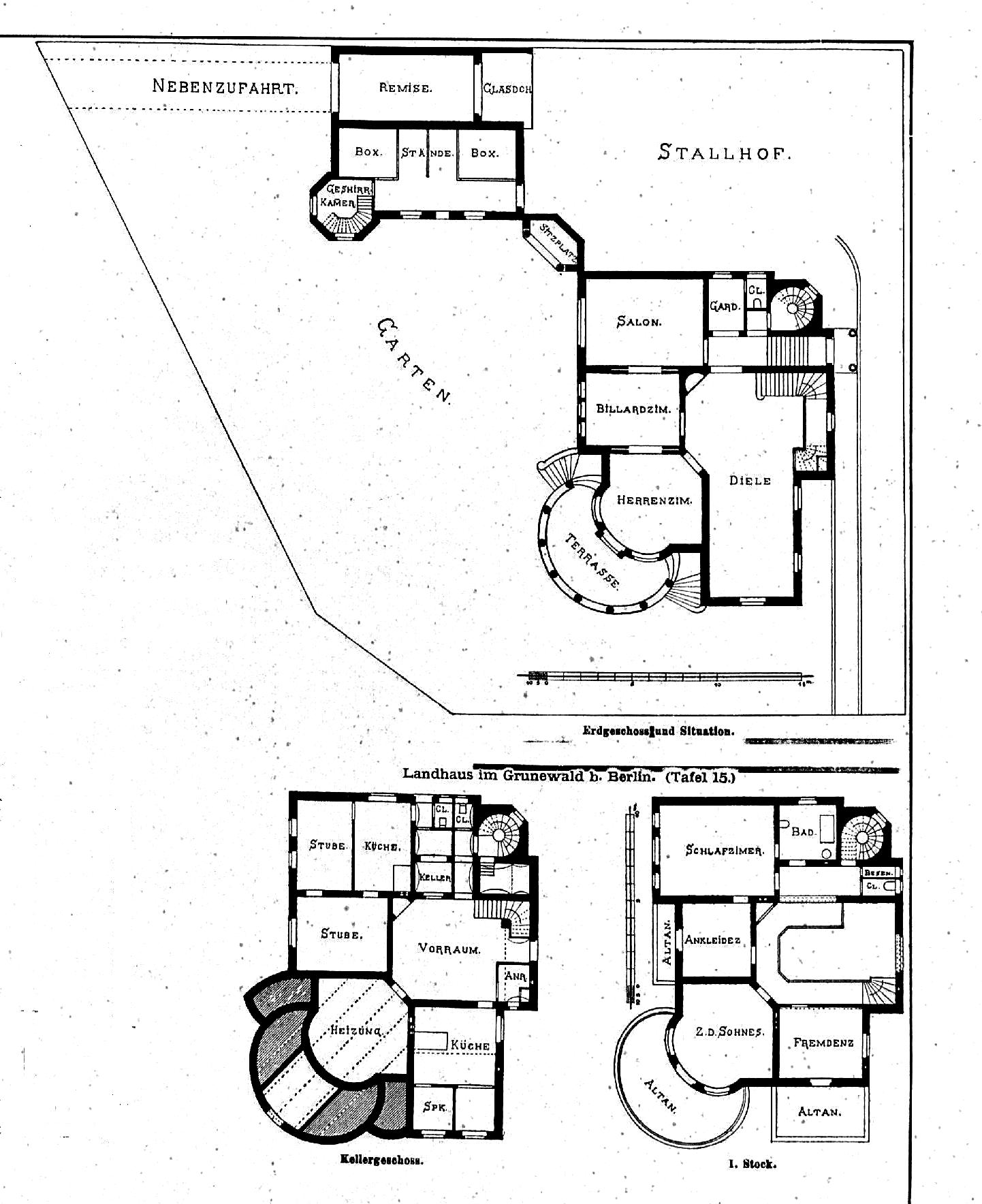
Villa Stoltzenberg, Grundriss

Der Wunsch des Bauherrn war es, dass sein Landhaus dem nahegelegenen Landhaus von Robert Imelmann (Koenigsallee 37) ähneln sollte. Tatsächlich entstand ein diesem Vorbild sehr ähnliches Haus, das sich nur in der Farbgebung unterschied. Das Haus sollte die Herkunft des Bauherrn ausdrücken. So entstand ein Gebäude, das eher breit gelagert war. An einfache ländliche Bauformen sollte die einfache Ornamentik erinnern, die heimische Pflanzen und Tiere darstellt. Der Eindruck sollte erweckt werden, als „wäre es ausgedacht und ausgeführt von braven ländlichen Meistern, welche ohne moderne Fachbildung, noch aus dem gemütlichen Stile der guten alten Zeit ihre Anregung schöpfen“.
Das Gebäude weist eine asymmetrische Fassadengestaltung auf und erfährt durch den dreiviertelrunden, dreigeschossigen Erkerturm eine außergewöhnliche Akzentuierung. Gemeinsam mit seinem nach 1969 ebenfalls zu Wohnzwecken genutzten Nebengebäude hat das Haus eine starke städtebauliche Wirkung für die Nordseite des Bahnhofsplatzes.